# Трудница
Трудница (укр. Трудниця) — река в Дрогобычском районе Львовской области Украины. Левый приток реки Тысменица (бассейн Днестра).
Берёт начало на юго-западнее села Броница. Течёт преимущественно с запада на восток, впадает в Тысменицу восточнее села Летыня.
Длина реки 31 км, площадь бассейна 135 км². Уклон реки 1,9 м/км. Пойма шириной 500 м. Русло извилистое, шириной 2 м. Используется для орошения.
Наибольший приток Бронцы (правый).